# Yến Thanh quyền
 Xem các nghĩa khác của Yến Thanh tại bài Yến Thanh (định hướng)
Yến Thanh Quyền (Yan Qing Quan 燕青拳), tên chính xác là Mê Tung nghệ (chữ Hán: 迷蹤藝); bính âm Hán ngữ: Mízōngyì; dịch nghĩa tiếng Anh "Lost Track Skill"), hay được biết dưới tên Mê Tung quyền (chữ Hán: 迷蹤拳; bính âm: Mízōng quán; dịch nghĩa tiếng Anh: "Lost Track Fist") có nguồn gốc từ bài quyền Mê Tông La Hán của Thiếu Lâm Tung Sơn Hà Nam (chữ Hán: 迷蹤羅漢; bính âm: Mízōng Luóhàn.)
Yến Thanh quyền còn được gọi là Nghê Tung quyền, Mật Tung quyền, Mê Tung nghệ (Mật Tông là một dòng tu kín trong Phật giáo ở Trung Hoa và Miến Điện), Mê Lộ quyền (đường quyền bí hiểm), Mê Tung nghệ (vết chân bí hiểm) mượn sự tích ăn trộm đào tường khoét vách không để lại dấu vết của nhân vật Yến Thanh trong Thủy Hử truyền lại. Mê (迷) có nghĩa là biến ảo (không để lại dấu vết), tông hay tung (蹤) có nghĩa là dấu vết, dấu chân, tạm dịch những bước chân kỳ ảo.